# Ich habe meinen Körper verloren
Ich habe meinen Körper verloren ist ein französischer Animationsfilm von Jérémy Clapin aus dem Jahr 2019.

## Handlung
Der erwachsene Naoufel liegt am Boden, unweit von ihm seine abgetrennte Hand. Der junge Naoufel will von seinem Vater erfahren, wie er eine Fliege fangen kann. Der Vater erklärt ihm, dass er sich der Fliege seitlich nähern muss, damit sie ihn nicht sehe. Als Naoufel die Fliege dennoch nicht zu fassen kriegt, meint der Vater, dass er nicht immer gewinnen könne.
In einem Pariser Labor bricht die abgetrennte Hand des erwachsenen Naoufel aus und begibt sich auf die Suche nach dem Rest des Körpers. Erinnerungen der Hand an ihr Leben mit Naoufel zeigen unter anderem das Gefühl, im Sand zu graben und vorsichtig die Fühler einer Schnecke anzustupsen. Der Weg der Hand wird abenteuerlich, so wehrt sie sich gegen eine Taube, die sie vom Dach stürzen will und die die Hand schließlich erwürgt. Die Hand wird aus einer Mülltonne in einen Müllwagen entsorgt, kann jedoch fliehen. In der Métro kämpft sie gegen Ratten, wird später von einem Hund mit einem Ball aus einem zugefrorenen Bach gefischt und landet über verschiedene weitere Stationen schließlich auf einem Dach. Mithilfe eines Regenschirms kann sie zu einer verlassenen Fabrikhalle fliegen.
Parallel zu den Abenteuern der Hand wird die Geschichte von Naoufel erzählt. Er erhält von den Eltern einen Kassettenrekorder mit Mikro und nimmt fasziniert alles auf. Während die Familie zu einem Konzert der Mutter, die Cellistin ist, fährt, hält Naoufel das Mikro in den Fahrtwind. Weil Naoufel sich zu weit aus dem Fenster lehnt, zieht ihn sein Vater zurück und beachtet dabei die Straße nicht. Beim Zusammenstoß des Wagens mit einem Tier sterben Naoufels Eltern. Er kommt zu einer Pflegefamilie und verdient sich sein Geld als Pizzabote. Dabei lernt er nur über die Gegensprechanlage eines Hochhauses die junge Gabrielle kennen, die als Bibliothekarin arbeitet. Er folgt ihr von ihrer Arbeit zu ihrem Onkel Gigi, einem Tischler. Um sie wiederzusehen, überzeugt er ihren Onkel, ihn als Lehrling aufzunehmen. Er zieht in ein Zimmer über der Werkstatt und hat Spaß an seiner Ausbildung. In der Bibliothek spricht er Gabrielle an. Sie zeigt ihm ein Buch über die Polarwelt und bedauert, dass sie diese Welt nur in Büchern erleben wird. Auf dem Dach einer alten Fabrikhalle beginnt Naoufel, für Gabrielle ein Iglu aus Holz zu bauen. Sie ist überrascht und erfreut und beide führen auf dem Dach ein tiefgründiges Gespräch über die Faszination, aus dem Alltag auszubrechen und dem Alltagstrott etwas Unvorhergesehenes entgegenzusetzen. Naoufel hat Pizza bestellt und eröffnet Gabrielle, dass er der Pizzabote ist, mit dem sie sich über die Gegensprechanlage unterhalten hatte. Sie jedoch reagiert enttäuscht und verletzt, da sie glaubt, er habe ihren Onkel, der schwer krank ist, zum Narren gehalten. Auf einer Party betrinkt sich Naoufel später und zettelt eine Schlägerei an. Am nächsten Tag ist er an der Bandsäge unkonzentriert. Als er eine Fliege erschlagen will, verfängt sich seine Armbanduhr in der Bandsäge und er verliert seine rechte Hand.
Nach dem Unfall zieht sich Naoufel in sein Zimmer über der Werkstatt zurück, wo ihn seine Hand findet. Naoufel schläft, als sich seine Hand zu ihm legt und zum Armstumpf robbt. Naoufel jedoch zieht seinen Arm zurück. Am nächsten Tag packt Naoufel und geht. Gabrielle findet sein Aufnahmegerät im Schnee auf dem Dach der alten Fabrikhalle, wo der Holziglu schneebedeckt ist. Die Hand ist Gabrielle aufs Dach gefolgt und schaut zu, wie sie die Kassette im Gerät abspielt. Die Stelle des Unfalls, den Naoufel damals aufgenommen hatte, ist frisch überspielt. Gabrielle hört sich an, wie Naoufel auf dem Dach Anlauf nimmt, sich jedoch nicht in die Tiefe stürzt, sondern auf dem unweit stehenden Kran landet und einen Jubelschrei ausstößt. Die Hand robbt langsam rückwärts vom Dach.

## Produktion
Ich habe meinen Körper verloren ist eine lose Verfilmung des Romans Happy Hand von Guillaume Laurant. Im Gegensatz zum Buch tritt die Hand im Film nicht als Erzähler auf. Einzelne Szenen wie das erste Zusammentreffen von Naoufel und Gabrielle über die Gegensprechanlage eines Hochhauses kommen nur im Film vor.

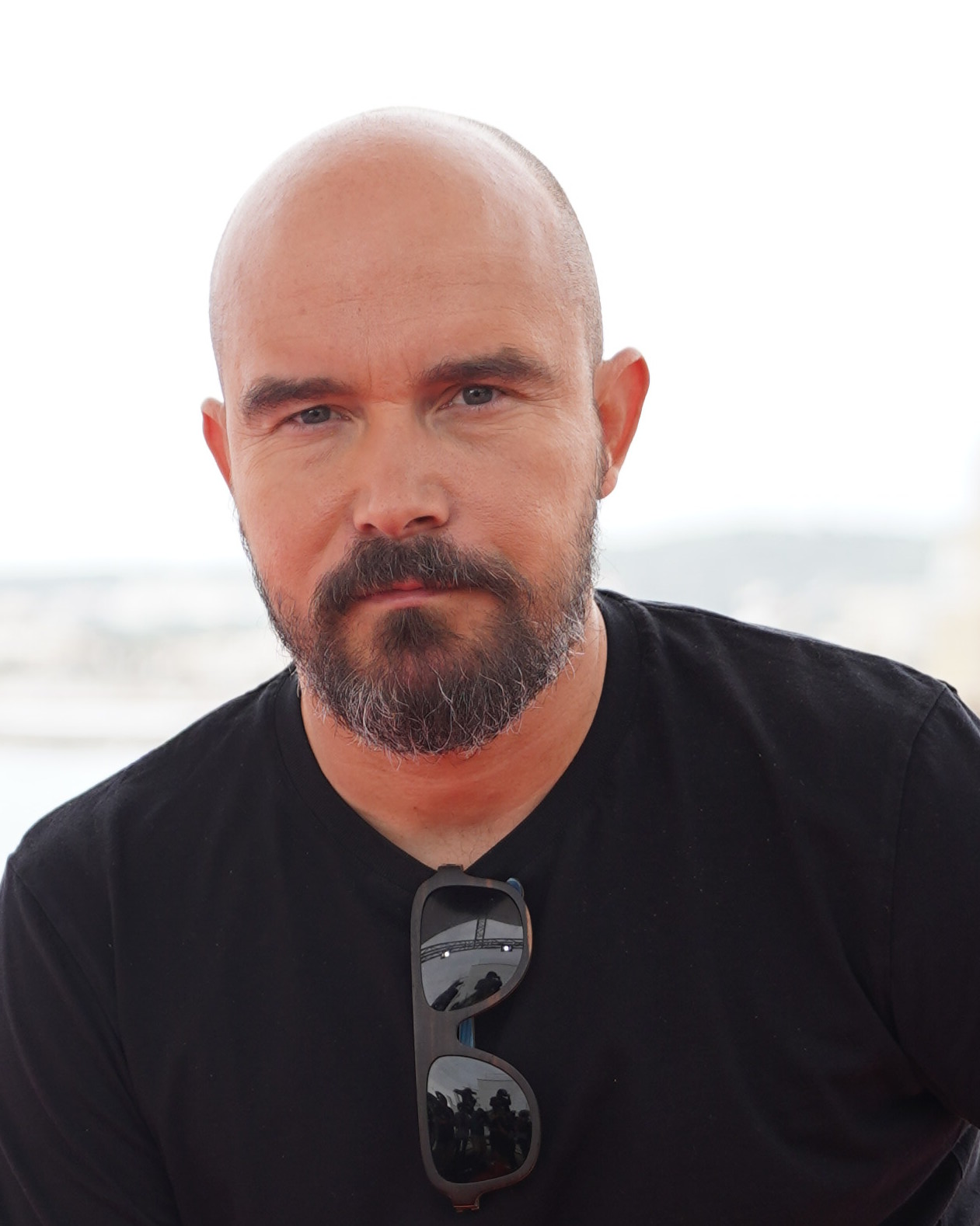
Regisseur Jérémy Clapin

Produzent Marc du Pontavice hatte die Filmrechte bereits 2011 erworben, doch führten die auf einer abgetrennten Hand basierende Handlung und der Genremix zu einer langwierigen Produktionsphase, wobei die Umsetzung als Animationsfilm von Anfang an feststand. Ich habe meinen Körper verloren ist das Langfilmregiedebüt von Jérémy Clapin, der zuvor mit mehreren Kurzanimationsfilmen in Erscheinung getreten war. Er schrieb zudem mit Guillaume Laurant das Drehbuch und finanzierte den Film gemeinsam mit Produzent du Pontavice, da weitere Geldgeber fehlten.
Der Film wurde mit der freien 3D-Grafiksoftware Blender animiert, wobei durch das 2015 erstmals eingeführte Tool Grease Pencil 2D-Zeichnungen auf 3D-Elemente möglich wurden; dies verkürzte die Arbeitszeit am Film. Die 2D-Animation erfolgte durch das Studio Xilam in Lyon, während die 3D-Animationen durch das Animationsstudio Gao Shan auf der Insel La Réunion realisiert wurden. Erste Details des Films wurden im Herbst 2017 auf der Blender Conference in Amsterdam vorgestellt.
Der Film hatte am 17. Mai 2019 im Rahmen der Semaine de la Critique der Internationalen Filmfestspiele von Cannes seine Premiere und lief im Folgemonat auf dem Festival d’Animation Annecy. In der Schweiz lief der Film erstmals am 27. September 2019 auf den Zurich Film Festival; in Deutschland erlebte er am 2. Oktober 2019 auf dem Hamburg Film Festival seine Erstaufführung. Am 6. November 2019 kam der Film in Frankreich in die Kinos.

## Synchronisation
Die deutsche Synchronisation entstand nach einem Dialogdrehbuch und unter der Dialogregie von Jan Fabian Krüger im Auftrag der RRP Media UG, Berlin.
| Rolle         | Originalsprecher     | Synchronsprecher     |
| ------------- | -------------------- | -------------------- |
| Naoufel       | Hakim Faris          | Volkmar Leif Gilbert |
| Gabrielle     | Victoire Du Bois     | Anne Düe             |
| Gigi          | Patrick d’Assumçao   | Roman Kretschmer     |
| Vater Saji    | Hichem Mesbah        | Martin Sabel         |
| Mutter Louisa | Myriam Loucif        | Marion Musiol        |
| Raouf         | Bellamine Abdelmalek | Dennis Sandmann      |

## Auszeichnungen (Auswahl)
Ich habe meinen Körper verloren gewann 2019 in Cannes den Grand Prix Nespresso der Sektion „Semaine de la critique“ und war für die Goldene Kamera nominiert. Auf dem Festival d’Animation Annecy gewann der Film den Cristal d’Annecy für den besten Langfilm und den Publikumspreis. Im Jahr 2019 war der Film für den Europäischen Filmpreis in der Kategorie Bester Animationsfilm nominiert und gewann den New York Film Critics Circle Award in der Kategorie Bester  Animationsfilm sowie den Los Angeles Film Critics Association Award für die Beste Animation. Jérémy Clapin erhielt 2019 eine Nominierung für den Prix Louis Delluc für das Beste Erstlingswerk.
Ich habe meinen Körper verloren wurde 2020 für einen Oscar in der Kategorie Bester Animationsfilm nominiert. Er gewann drei Annie Awards, darunter den Annie in der Kategorie Best Animated Independent Feature, und war für drei weitere nominiert. Er erhielt drei Nominierungen für den Prix Lumières (Beste Regie, Beste Filmmusik, Bester Animationsfilm). Der Film gewann 2020 den César in den Kategorien Bester Animationsfilm und Beste Filmmusik; er war zudem für einen César in der Kategorie Bestes adaptiertes Drehbuch nominiert.